# David Wiley
David Wiley   (Barboursville, segle XX) és un professor i assagista estatunidenc que és director en cap de Lumen Learning, director d'educació a Creative Commons i antic professor de disseny d'aprenentatge a la Universitat Brigham Young. El treball de Wiley sobre contingut obert, recursos educatius oberts i comunitats informals d'aprenentatge en línia ha estat divulgat per mitjans de comunicació com The New York Times, The Hindu, MIT Technology Review i Wired.

## Trajectòria
Wiley es va llicenciar en interpretació vocal a la Universitat Marshall el 1997. Més endavant va obtenir el seu doctorat en psicologia i tecnologia educativa a la Universitat Brigham Young l'any 2000. El 1998 Wiley va iniciar la tasca de difusió del contingut lliure amb l'Open Publication License. El 2003 Wiley va anunciar que el projecte de contingut obert havia estat succeït per Creative Commons, on es va incorporar com a director de llicències educatives.
També va ser fundador de l'Open High School of Utah, professor de tecnologia educativa a la McKay School of Education, i fundador i director del Centre per a l'Aprenentatge Obert i Sostenible (COSL) a la Universitat Estatal de Utah. Va rebre el premi CAREER de la National Science Foundation i ha estat membre del Center for Internet and Society de la Stanford Law School. Fast Company va classificar Wiley com a número 78 en una llista de les 100 persones més creatives del 2009.
El COSL parteix del principi que «l'accés lliure i obert a l'oportunitat educativa és un dret humà bàsic». Com que cada cop és més fàcil desenvolupar i distribuir eines informàtiques arreu del món, COSL veu l'ús d'objectes d'aprenentatge com una manera d'apropar l'«educació oberta» a totes les àrees de coneixement en un esforç per a complir «una obligació ètica més gran que mai per augmentar l'abast de les oportunitats».
Els primers treballs de Wiley es van centrar en el disseny i desenvolupament d'objectes d'aprenentatge. El problema de l'«amplada de banda del professorat» es defineix com «el nombre d'estudiants que som capaços d'atendre amb la nostra oferta d'educació a distància». Moltes de les publicacions de Wiley estan disponibles al dipòsit institucional de BYU, Scholars Archive.